# 스테이션 에이전트
《스테이션 에이전트》(영어: The Station Agent)는 미국에서 제작된 2003년 코미디 드라마 영화이다. 톰 매카시의 감독 데뷔작이다. 피터 딩클리지, 퍼트리샤 클라크슨, 보비 캐너발리, 미셸 윌리엄스 등이 출연하였고, 메리 제인 스캘스키 등이 제작에 참여하였다.

## 출연진
- 피터 딩클리지
- 퍼트리샤 클라크슨
- 보비 캐너발리
- 미셸 윌리엄스
- 레이븐 굿윈
- 폴 벤저민
- 조 로트룰리오
- 존 슬래터리
- 린 코언
- 리처드 카인드
- 조시 파이스

## 기타 제작진
- 협력 제작: 리처드 코핸
- 공동 제작: 조슈아 지먼
- 배역: 바든, 홉킨스, 스미스
- 미술: 존 페이노
- 의상: 진 듀폰트